# Rafiq Tağı
Rafiq Tağı (* 5. August 1950 in Xoşçobanlı, Aserbaidschanische SSR, Sowjetunion als Rafiq Nəzir oğlu Tağıyev; † 23. November 2011 in Baku) war ein aserbaidschanischer Publizist, Journalist und Arzt. Er arbeitete für die Zeitschrift Sanat, bis ihn die Polizei 2007 zusammen mit dem Herausgeber von Sanat, Samir Sadagatoglu, festnahm, nachdem sie 2006 den Artikel „Europa und wir“ veröffentlichten, der kritisch den Islam und den Propheten Mohammed behandelt haben soll; im Zusammenhang dessen wurde ihm Anstiftung zum religiösen Hass vorgeworfen. Am 19. November 2011 wurde Tağı von einem Unbekannten mit sechs Messerstichen niedergestochen, vier Tage darauf erlag er seinen Verletzungen.

## Biographie
Tağı wurde in dem Dorf Xoşçobanlı im Süden Aserbaidschans geboren. Er machte seinen Abschluss an der Aserbaidschanischen Medizinischen Universität in Baku und arbeitete als Arzt in ländlichen Gegenden des Landes. Er erhielt später ein Diplom in Kardiologie von der Ersten Moskauer Staatlichen Medizinischen Universität I.M. Sechenow. Ab 1990 arbeitete er in einem Notfallkrankenhaus in Baku.
Darüber hinaus war Tağı auch als Autor tätig. Seine Mitgliedschaft im Schriftstellerverband Aserbaidschans wurde nach 16 Jahren aufgehoben, nachdem er ein kritisches Essay über den sowjetisch-aserbaidschanischen Dichter Səməd Vurğun schrieb, in dem er dessen sozialen und politischen Ansichten analysierte.
Ein anderer Artikel mit dem Namen „Europa und wir“ (Avropa və biz), der 2006 in der Zeitschrift Sanat veröffentlicht wurde und in dem er unter anderem behauptete, Islam und Demokratie seien unvereinbar. Dieser Artikel rief Proteste im Iran (vor der aserbaidschanischen Botschaft in Teheran) hervor und bewog Großajatollah Mohammad Fazel Lankarani dazu eine Fatwa gegen Tağı auszusprechen, in der er dessen Tod forderte. Lankarani beschuldigte Tağı, den Propheten Mohammed beleidigt und den Islam verhöhnt zu haben.
Infolge des Artikels wurde Tağı wie auch der Herausgeber der Zeitschrift, Samir Sadagatoglu, festgenommen und zu drei bzw. vier Jahren Haft verurteilt. Schließlich verbrachten Tağı und Sadagatoglu nur acht Monate im Gefängnis.
Rafiq Tağı starb am 23. November 2011 infolge einer Messerattacke eines Unbekannten vier Tage zuvor, welcher ihn auf dem Weg nach Hause angriff.